# Campeonato Mundial de Judô de 2003
O Campeonato Mundial de Judô 2003 foi realizado na cidade de Osaka, Japão entre 11 e 14 de setembro de 2003.

## Medalhistas

### Masculino
| Event                | Ouro                    | Prata                      | Bronze                   |
| -------------------- | ----------------------- | -------------------------- | ------------------------ |
| Ligeiro (60 kg)      | Choi Min-Ho (KOR)       | Craig Fallon (GBR)         | Tadahiro Nomura (JPN)    |
| Ligeiro (60 kg)      | Choi Min-Ho (KOR)       | Craig Fallon (GBR)         | Anis Lounifi (TUN)       |
| Meio Leve (66 kg)    | Arash Miresmaeili (IRI) | Larbi Benboudaoud (FRA)    | Yordanis Arencibia (CUB) |
| Meio Leve (66 kg)    | Arash Miresmaeili (IRI) | Larbi Benboudaoud (FRA)    | Magomed Dzhafarov (RUS)  |
| Leve (73 kg)         | Lee Won-Hee (KOR)       | Daniel Fernandes (FRA)     | João Neto (POR)          |
| Leve (73 kg)         | Lee Won-Hee (KOR)       | Daniel Fernandes (FRA)     | Vitaliy Makarov (RUS)    |
| Meio Médio (81 kg)   | Florian Wanner (GER)    | Sergei Aschwanden (SUI)    | Robert Krawczyk (POL)    |
| Meio Médio (81 kg)   | Florian Wanner (GER)    | Sergei Aschwanden (SUI)    | Aleksei Budõlin (EST)    |
| Médio (90 kg)        | Hwang Hee-Tae (KOR)     | Zurab Zviadauri (GEO)      | Siarhei Kukharenka (BLR) |
| Médio (90 kg)        | Hwang Hee-Tae (KOR)     | Zurab Zviadauri (GEO)      | Carlos Honorato (BRA)    |
| Meio Pesado (100 kg) | Kosei Inoue (JPN)       | Ghislain Lemaire (FRA)     | Ihar Makarau (BLR)       |
| Meio Pesado (100 kg) | Kosei Inoue (JPN)       | Ghislain Lemaire (FRA)     | Mário Sabino (BRA)       |
| Pesado (+100 kg)     | Yasuyuki Muneta (JPN)   | Dennis van der Geest (NED) | Tamerlan Tmenov (RUS)    |
| Pesado (+100 kg)     | Yasuyuki Muneta (JPN)   | Dennis van der Geest (NED) | Yevgen Sotnikov (UKR)    |
| Open                 | Keiji Suzuki (JPN)      | Indrek Pertelson (EST)     | Abdullo Tangriev (UZB)   |
| Open                 | Keiji Suzuki (JPN)      | Indrek Pertelson (EST)     | Movlud Miraliyev (AZE)   |

### Feminino
| Event               | Ouro                   | Prata                     | Bronze                    |
| ------------------- | ---------------------- | ------------------------- | ------------------------- |
| Ligeiro (48 kg)     | Ryoko Tamura (JPN)     | Frédérique Jossinet (FRA) | Neşe Şensoy (TUR)         |
| Ligeiro (48 kg)     | Ryoko Tamura (JPN)     | Frédérique Jossinet (FRA) | Danieska Carrión (CUB)    |
| Meio Leve (52 kg)   | Amarilis Savón (CUB)   | Annabelle Euranie (FRA)   | Raffaella Imbriani (GER)  |
| Meio Leve (52 kg)   | Amarilis Savón (CUB)   | Annabelle Euranie (FRA)   | Yuki Yokosawa (JPN)       |
| Leve (57 kg)        | Kye Sun-Hui (PRK)      | Yvonne Bönisch (GER)      | Yurisleidis Lupetey (CUB) |
| Leve (57 kg)        | Kye Sun-Hui (PRK)      | Yvonne Bönisch (GER)      | Deborah Gravenstijn (NED) |
| Meio Médio (63 kg)  | Daniela Krukower (ARG) | Driulis González (CUB)    | Anna Von Harnier (GER)    |
| Meio Médio (63 kg)  | Daniela Krukower (ARG) | Driulis González (CUB)    | Ylenia Scapin (ITA)       |
| Médio (70 kg)       | Masae Ueno (JPN)       | Regla Leyén (CUB)         | Edith Bosch (NED)         |
| Médio (70 kg)       | Masae Ueno (JPN)       | Regla Leyén (CUB)         | Annett Böhm (GER)         |
| Meio Pesado (78 kg) | Noriko Anno (JPN)      | Yurisel Laborde (CUB)     | Edinanci Silva (BRA)      |
| Meio Pesado (78 kg) | Noriko Anno (JPN)      | Yurisel Laborde (CUB)     | Esther San Miguel (ESP)   |
| Pesado (+78 kg)     | Sun Fuming (CHN)       | Maki Tsukada (JPN)        | Tea Donguzashvili (RUS)   |
| Pesado (+78 kg)     | Sun Fuming (CHN)       | Maki Tsukada (JPN)        | Karina Bryant (GBR)       |
| Open                | Tong Wen (CHN)         | Karina Bryant (GBR)       | Mara Kovačević (SCG)      |
| Open                | Tong Wen (CHN)         | Karina Bryant (GBR)       | Daima Beltrán (CUB)       |

### Quadro de Medalhas
| Ordem | País                | Medalha de ouro | Medalha de prata | Medalha de bronze | Total |
| ----- | ------------------- | --------------- | ---------------- | ----------------- | ----- |
| 1     | Japão               | 6               | 1                | 2                 | 9     |
| 2     | Coreia do Sul       | 3               | 0                | 0                 | 3     |
| 3     | China               | 2               | 0                | 0                 | 2     |
| 4     | Cuba                | 1               | 3                | 4                 | 8     |
| 5     | Alemanha            | 1               | 1                | 3                 | 5     |
| 6     | Argentina           | 1               | 0                | 0                 | 1     |
| 6     | Irã                 | 1               | 0                | 0                 | 1     |
| 6     | Coreia do Norte     | 1               | 0                | 0                 | 1     |
| 9     | França              | 0               | 5                | 0                 | 5     |
| 10    | Grã-Bretanha        | 0               | 2                | 1                 | 3     |
| 11    | Países Baixos       | 0               | 1                | 2                 | 3     |
| 12    | Estónia             | 0               | 1                | 1                 | 2     |
| 13    | Geórgia             | 0               | 1                | 0                 | 1     |
| 13    | Suíça               | 0               | 1                | 0                 | 1     |
| 15    | Rússia              | 0               | 0                | 4                 | 4     |
| 16    | Brasil              | 0               | 0                | 3                 | 3     |
| 17    | Bielorrússia        | 0               | 0                | 2                 | 2     |
| 18    | Azerbaijão          | 0               | 0                | 1                 | 1     |
| 18    | Itália              | 0               | 0                | 1                 | 1     |
| 18    | Polónia             | 0               | 0                | 1                 | 1     |
| 18    | Portugal            | 0               | 0                | 1                 | 1     |
| 18    | Sérvia e Montenegro | 0               | 0                | 1                 | 1     |
| 18    | Espanha             | 0               | 0                | 1                 | 1     |
| 18    | Tunísia             | 0               | 0                | 1                 | 1     |
| 18    | Turquia             | 0               | 0                | 1                 | 1     |
| 18    | Ucrânia             | 0               | 0                | 1                 | 1     |
| 18    | Uzbequistão         | 0               | 0                | 1                 | 1     |
| Total | Total               | 16              | 16               | 32                | 64    |

## Resultados

### Masculino

#### 60 kg
14  de Setembro - Final
| Posição | Judoca                  | País            |
| ------- | ----------------------- | --------------- |
| 1.      | Choi Min-Ho             | Coreia do Sul   |
| 2.      | Craig Fallon            | Grã-Bretanha    |
| 3.      | Tadahiro Nomura         | Japão           |
| 3.      | Anis Lounifi            | Tunísia         |
| 5.      | Oliver Gussenberg       | Alemanha        |
| 5.      | Pak Nam-Choi            | Coreia do Norte |
| 7.      | Elchin Ismaylov         | Azerbaijão      |
| 7.      | Masoud Haji Akhondzadeh | Irã             |

#### 66 kg
13 de Setembro - Final
| Posição | Judoca             | País                |
| ------- | ------------------ | ------------------- |
| 1.      | Arash Miresmaeili  | Irã                 |
| 2.      | Larbi Benboudaoud  | França              |
| 3.      | Yordanis Arencibia | Cuba                |
| 3.      | Magomed Dzhafarov  | Rússia              |
| 5.      | João Pina          | Portugal            |
| 5.      | Miloš Mijalković   | Sérvia e Montenegro |
| 7.      | Hüseyin Özkan      | Turquia             |
| 7.      | Tomoo Torii        | Japão               |

#### 73 kg
13 de Setembro - Final
| Posição | Judoca            | País          |
| ------- | ----------------- | ------------- |
| 1.      | Lee Won-Hee       | Coreia do Sul |
| 2.      | Daniel Fernandes  | França        |
| 3.      | João Neto         | Portugal      |
| 3.      | Vitaliy Makarov   | Rússia        |
| 5.      | Victor Bivol      | Moldávia      |
| 5.      | Egamnazar Akbarov | Uzbequistão   |
| 7.      | Yoel Razvozov     | Israel        |
| 7.      | Yusuke Kanamaru   | Japão         |

#### 81 kg
12 de Setembro - Final
| Posição | Judoca            | País      |
| ------- | ----------------- | --------- |
| 1.      | Florian Wanner    | Alemanha  |
| 2.      | Sergei Aschwanden | Suíça     |
| 3.      | Robert Krawczyk   | Polónia   |
| 3.      | Aleksei Budõlin   | Estónia   |
| 5.      | Yoshihiro Akiyama | Japão     |
| 5.      | Ricardo Echarte   | Espanha   |
| 7.      | Ariel Sganga      | Argentina |
| 7.      | Cédric Claverie   | França    |

#### 90 kg
12 de Setembro - Final
| Posição | Judoca             | País          |
| ------- | ------------------ | ------------- |
| 1.      | Hwang Hee-Tae      | Coreia do Sul |
| 2.      | Zurab Zviadauri    | Geórgia       |
| 3.      | Siarhei Kukharenka | Bielorrússia  |
| 3.      | Carlos Honorato    | Brasil        |
| 5.      | Yosvany Despaigne  | Cuba          |
| 5.      | Keith Morgan       | Canadá        |
| 7.      | Gabriel Lama       | Chile         |
| 7.      | Francesco Lepre    | Itália        |

#### 100 kg
11 de Setembro - Final
| Posição | Judoca           | País         |
| ------- | ---------------- | ------------ |
| 1.      | Kosei Inoue      | Japão        |
| 2.      | Ghislain Lemaire | França       |
| 3.      | Ihar Makarau     | Bielorrússia |
| 3.      | Mário Sabino     | Brasil       |
| 5.      | Michele Monti    | Itália       |
| 5.      | Nicolas Gill     | Canadá       |
| 7.      | Iveri Jikurauli  | Geórgia      |
| 7.      | Michael Jurack   | Alemanha     |

#### +100 kg
11 de Setembro - Final
| Posição | Judoca               | País          |
| ------- | -------------------- | ------------- |
| 1.      | Yasuyuki Muneta      | Japão         |
| 2.      | Dennis van der Geest | Países Baixos |
| 3.      | Tamerlan Tmenov      | Rússia        |
| 3.      | Yevgen Sotnikov      | Ucrânia       |
| 5.      | Daniel Hernandes     | Brasil        |
| 5.      | Frank Möller         | Alemanha      |
| 7.      | Janusz Wojnarowicz   | Polónia       |
| 7.      | Selim Tataroğlu      | Turquia       |

#### Open
14 de Setembro - Final
| Posição | Judoca             | País                 |
| ------- | ------------------ | -------------------- |
| 1.      | Keiji Suzuki       | Japão                |
| 2.      | Indrek Pertelson   | Estónia              |
| 3.      | Abdullo Tangriev   | Uzbequistão          |
| 3.      | Movlud Miraliyev   | Azerbaijão           |
| 5.      | Amel Mekić         | Bósnia e Herzegovina |
| 5.      | Gabriel Munteanu   | Roménia              |
| 7.      | Janusz Wojnarowicz | Polónia              |
| 7.      | Daniel Hernandes   | Brasil               |

### Feminino

#### 48 kg
14 de Setembro - Final
| Posição | Judoca              | País     |
| ------- | ------------------- | -------- |
| 1.      | Ryoko Tamura        | Japão    |
| 2.      | Frédérique Jossinet | França   |
| 3.      | Neşe Şensoy         | Turquia  |
| 3.      | Danieska Carrión    | Cuba     |
| 5.      | Julia Matijass      | Alemanha |
| 5.      | Gao Feng            | China    |
| 7.      | Alina Dumitru       | Roménia  |
| 7.      | Anna Żemła          | Polónia  |

#### 52 kg
13 de Setembro - Final
| Posição | Judoca             | País            |
| ------- | ------------------ | --------------- |
| 1.      | Amarilis Savón     | Cuba            |
| 2.      | Annabelle Euranie  | França          |
| 3.      | Raffaella Imbriani | Alemanha        |
| 3.      | Yuki Yokosawa      | Japão           |
| 5.      | Ri Sang-Rim        | Coreia do Norte |
| 5.      | Georgina Singleton | Grã-Bretanha    |
| 7.      | Ana Carrascosa     | Espanha         |
| 7.      | Michal Feinblat    | Israel          |

#### 57 kg
13 de Setembro - Final
| Posição | Judoca              | País            |
| ------- | ------------------- | --------------- |
| 1.      | Kye Sun-Hui         | Coreia do Norte |
| 2.      | Yvonne Bönisch      | Alemanha        |
| 3.      | Yurisleidis Lupetey | Cuba            |
| 3.      | Deborah Gravenstijn | Países Baixos   |
| 5.      | Maria Pekli         | Austrália       |
| 5.      | Barbara Harel       | França          |
| 7.      | Isabel Fernández    | Espanha         |
| 7.      | Xu Yan              | China           |

#### 63 kg
12 de Setembro - Final
| Posição | Judoca            | País          |
| ------- | ----------------- | ------------- |
| 1.      | Daniela Krukower  | Argentina     |
| 2.      | Driulis González  | Cuba          |
| 3.      | Anna Von Harnier  | Alemanha      |
| 3.      | Ylenia Scapin     | Itália        |
| 5.      | Lee Bok-Hee       | Coreia do Sul |
| 5.      | Vânia Yukie Ishii | Brasil        |
| 7.      | Lucie Decosse     | França        |
| 7.      | Gella Vandecaveye | Bélgica       |

#### 70 kg
12 de Setembro - Final
| Posição | Judoca         | País            |
| ------- | -------------- | --------------- |
| 1.      | Masae Ueno     | Japão           |
| 2.      | Regla Leyén    | Cuba            |
| 3.      | Edith Bosch    | Países Baixos   |
| 3.      | Annett Böhm    | Alemanha        |
| 5.      | Qin Dongya     | China           |
| 5.      | Kate Howey     | Grã-Bretanha    |
| 7.      | Kim Ryon-Mi    | Coreia do Norte |
| 7.      | Cecilia Blanco | Espanha         |

#### 78 kg
11 de Setembro - Final
| Posição | Judoca                  | País          |
| ------- | ----------------------- | ------------- |
| 1.      | Noriko Anno             | Japão         |
| 2.      | Yurisel Laborde         | Cuba          |
| 3.      | Edinanci Silva          | Brasil        |
| 3.      | Esther San Miguel       | Espanha       |
| 5.      | Claudia Zwiers          | Países Baixos |
| 5.      | Céline Lebrun           | França        |
| 7.      | Dorjgotovyn Tserenkhand | Mongólia      |
| 7.      | Uta Kühnen              | Alemanha      |

#### +78 kg
11 de Setembro - Final
| Posição | Judoca              | País          |
| ------- | ------------------- | ------------- |
| 1.      | Sun Fuming          | China         |
| 2.      | Maki Tsukada        | Japão         |
| 3.      | Tea Donguzashvili   | Rússia        |
| 3.      | Karina Bryant       | Grã-Bretanha  |
| 5.      | Sandra Köppen       | Alemanha      |
| 5.      | Daima Beltrán       | Cuba          |
| 7.      | Barbara Andolina    | Itália        |
| 7.      | Francoise Harteveld | Países Baixos |

#### Open
14 de Setembro - Final
| Posição | Judoca           | País                |
| ------- | ---------------- | ------------------- |
| 1.      | Tong Wen         | China               |
| 2.      | Karina Bryant    | Grã-Bretanha        |
| 3.      | Mara Kovačević   | Sérvia e Montenegro |
| 3.      | Daima Beltrán    | Cuba                |
| 5.      | Magdalena Kozioł | Polónia             |
| 5.      | Céline Lebrun    | França              |
| 7.      | Claudia Zwiers   | Países Baixos       |
| 7.      | Giovanna Blanco  | Venezuela           |

## Ligações Externas
- Competition Results - 2003 Osaka World Judo Championships (International Judo Federation)